# ثورة الكرك 1910
تمرد الكرك (أو ثورة الكرك أو الهية)، كانت انتفاضة ضد السلطات العثمانية في بلدة الكرك الواقعة في منطقة شرق الأردن اندلعت في الرابع من شهر ديسمبر عام 1910. وقع التمرد بعدما أراد سامي باشا حاكم ولاية الشام تطبيق إجراءات التجنيد وفرض الضرائب على سكان الكرك ونزع سلاحهم مثلما فعل في سوريا العثمانية، ما أدى حينها إلى اندلاع تمرد دروز حوران.
انتفضت الكرك بعد أيامٍ من وصول الفريق الإحصائي العثماني، وانتشرت الانتفاضة سريعًا لتصل إلى بلدتي معان والطفيلة المجاورتين وعددٍ من المحطات على طول سكة الحجاز. أنهت قوات سامي باشا التمرد بمذبحة عشوائية، فاعتُقل مئات الأشخاص وأُعدم عشرة أشخاص من قادة التمرد. أثار قمع التمرد الوحشي سخط سكان الكرك بشكل كبير، ويُعتقد أنه أسهم بتوفيرهم الدعم للثورة العربية الكبرى عام 1916.

## خلفية تاريخية
بعد وصول حركة تركيا الفتاة إلى السلطة عقب نجاح ثورتها عام 1908، بدأت فرضَ نظام حكم أكثر مركزية على جميع أراضي الإمبراطورية العثمانية، ما دلّ على إنهاء الحكم الذاتي المحلي، وتجلى في البداية بالقمع العنيف لتمرد دروز حوران في سوريا عام 1909. خلال التمرد السوري، نجح العثمانيون في قمع تمرد جبل الدروز بعدما احتلوا القرى، فسجلوا القرويين بالإكراه ونزعوا أسلحتهم، وجمعوا الضرائب سواءً على شكل أموال أو قطيع من الحيوانات، وجندوا 1000 رجل في الجيش العثماني. أراد الحاكم العثماني سامي باشا الفاروقي تطبيق الإجراءات ذاتها في شرق الأردن، فطوّق 400 جندي عثماني قرى واقعة في عجلون، ونزعوا السلاح من القرويين وجندوا 85 فرد. أصدرت الجيوش الحكومية في السلط ومادبا أوراقًا ثبوتية تحضيرًا لعملية التجنيد.
في السادس من شهر نوفمبر عام 1910، أبرق سامي باشا من جبل الدروز إلى متصرف الكرك محمد طاهر باشا، وطلب من سكان البلدة إظهار ولائهم للإمبراطورية عبر تسليم أسلحتهم والخضوع لتسجيل المعلومات الشخصية. لم تنل تلك المطالب إعجاب السكان المحليين، فطلبوا الإذن بالاحتفاظ بأسلحتهم لحمايتهم من الغزاة البدو. أكد لهم سامي باشا أن السلطات ستجري توثيقًا للسكان والأراضي فقط، لكنه أرسل عددًا هائلًا من الجيوش إلى المنطقة، ما أضرّ بمصداقيته.

## التمرد
وصلت الجيوش العثمانية إلى الكرك وأجرت إحصاءً للسكان وكأنها لا تنوي تجنيدهم، فوافق سكان الكرك على إجراء الإحصاء مبطنين رغبتهم بالتمرد. أجرت فرق الإحصاء العثمانية توثيقًا للسكان امتد لـ 15 يومًا بدون جمع الأسلحة من السكان. في تلك الأثناء، بدأ قدر المجالي وكان زعيم شيوخ الكرك، بالتجول في أنحاء البلدة داعيًا إلى التمرد. تعرّضت فرق الإحصاء العثمانية إلى هجوم وقُتلت في الرابع من شهر ديسمبر، فانتفضت الكرك بحلول فجر اليوم التالي. وصل التمرد إلى بلدتي الطفيلة ومعان المجاورتين وعددٍ من المحطات على طول سكة الحجاز. كان التجار الصغار من دمشق والخليل الذين افتتحوا محالّهم أول من تعرّض للهجوم. أنذر الصخب حينها الجيوش العثمانية، فانسحبت نحو قلعة الكرك، بينما قُتل أولئك البعيدون عن القلعة. اقتحم المتمردون السراي ووزعوا جميع الأسلحة التي وجدوها في الترسانة. أحرق المتمردون السجلات والمباني الحكومية وأفرع البنوك العثمانية والسجون والمحاكم ومنازل الشخصيات العثمانية البارزة، وحتى الجوامع.
تصرّف المتمردون بدون إستراتيجية واضحة، فأرادوا فقط إزالة الوجود العثماني من حياتهم، وبشكل مؤقت، لأنهم تجاهلوا الحقيقة الواضحة: فوراء الحكومة المحلية جيشٌ إمبراطوري ضخم. وصل سامي باشا إلى الكرك من دمشق مع جيشه بعد 10 أيام، وأراد تحرير المسؤولين المحاصرين في القلعة واستعادة الحكم العثماني. كشف تمرد الكرك محدودية الحكم العثماني في شرق الأردن، فإجراءات التسجيل والتجنيد التي قبل بها السكان في البلدات الشمالية في عجلون والسلط أثارت تمردًا على نطاقٍ واسع في البلدات الجنوبية. كانت عجلون والسلط قضائين عثمانيين لمدة 43 عامًا، بينما لم تكن الكرك قضاءً عثمانيًا إلا لمدة 17 عامًا.